# Municipio de Grandview II
El municipio de Grandview II (en inglés, Grandview II Township) es un municipio del condado de Jackson, Dakota del Sur, Estados Unidos. Tiene una población estimada, a mediados de 2022, de 7 habitantes.
Abarca una zona exclusivamente rural.

## Geografía
Está ubicado en las coordenadas 43°57′45″N 101°43′57″O / 43.96250, -101.73250. Según la Oficina del Censo, tiene una superficie total de 54.44 km², de los cuales 54.21 km² corresponden a tierra firme y 0.23 km² están cubiertos de agua.

## Demografía
Según el censo de 2020, en ese momento había 5 personas residiendo en la zona. La densidad de población era de 0.09 hab./km². El 80.00 % de los habitantes eran blancos y el 20.00% eran afroamericanos. No había hispanos o latinos residiendo en la región.